# Zdzisław Skrzeczkowski
Zdzisław Skrzeczkowski, né le 23 novembre 1930 à Lubanie en Pologne et mort le 1er avril 2024, est un joueur de basket-ball polonais.